# Ediciones Junior S.A.
Ediciones Junior, S.A. fou un segell editorial del Grupo Editorial Grijalbo. Majoritàriament editava còmics francobelgas, amb títols com Lucky Luke, Astérix, Blake i Mortimer, Els barrufets i Largo Winch, entre d'altres.

## Història
El Grupo Editorial Grijalbo va obrir una delegació a Barcelona el 1957 i el 1974 va registrar un nou segell editorial anomenat Ediciones junior S.A. però no va ser fins al 1976 que va començar a publicar còmics. En els seus inicis només va publicar còmics francobelgas amb títols com Lucky Luke i Astérix, entre d'altres. El 1980, per raons contractuals Grijalbo va arribar a un acord amb l'editorial Dargaud perquè en els còmics del fons de Dargaud Editeur hi hagués el nom de Dargaud. A partir d'aquí les sèries d'aquesta editorial s'anomenaren Grijalbo/Dargaud mentre que Junior va mantenir el segell en altres còmics francobelges o d'altres procedències, com; Garfield, Los frustrados, Spirou o Els Barrufets. Ediciones Junior, va renovar el seu logotip per incloure el grup editorial al qual pertanyia, però el de Grijalbo/Dargaud va quedar inalterable al llarg del temps. El Grup Grijalbo Mondadori es va crear el desembre del 1988 i Ediciones Junior va passar a formar part d'aquest grup, fins que el 1999 es va deixar de publicar amb aquest segell editorial, en el moment que comencen els tràmits per formalitzar un acord amb el grup Random House Mondadori.
El mateix any 1999, Norma Editorial va adquirir els drets de distribució de les llicències que tenia el grup Mondadori i el fons editorial d'àlbums publicats amb el segell de Junior i Grijalbo/Dargaud. L'any 2000 Norma Editorial, va agafar el relleu de publicació de les sèries Blake i Mortimer, Blueberry, XIII, Largo Winch, Alpha, Mac Coy i Percevan. A Norma, li varen permetre de continuar venent els àlbums que encara romanien en els magatzems que encara portaven els segells de Junior o Grijalbo/Dargaud, que va fer fins ben endavant de l'any 2001.